# بوكافو
بوكافو هي مدينة تقع في شرق جمهورية الكونغو الديمقراطية وهي عاصمة مقاطعة كيفو الجنوبية.في عام 2012 قدر عدد سكانها ب 806،940 نسمة.